# Ibiraçu Esporte Clube
Maillots
L'Ibiraçu Esporte Clube est un club brésilien de football basé à Ibiraçu dans l'État de l'Espírito Santo.

## Palmarès
- Championnat de l'Espírito Santo :
  - Champion : 1988